# 久保角太郎
久保 角太郎（くぼ かくたろう、明治25年（1892年）1月7日 - 昭和19年（1944年）11月18日）は、昭和初期の宗教家。霊友会の創設者。
『法華経』に基づく在家による菩薩行を実践した。

## その思想と業績

### 大乗仏教の実現していない理想
普遍的な菩薩行の実践は、古来より大乗仏教の理想であった。しかし、19世紀の終り頃までは、アジアの伝統的な仏教国においては、人々の識字率は極めて低く、経典を自分で読む事など不可能だった。僧院等で教育を受け訓練された僧侶だけが仏の教えを本格的に行じることが出来た。そのため在家出家を問わない全ての人々による菩薩行の実践という理想は、長い仏教史上において一度も実現される事はなかった。
時代は下り、仏教国の一つである日本において、19世紀の終り頃から始まった全国的教育制度の普及により、人々の識字率は劇的に向上した。これは、普遍的な菩薩行の実践の最大の障害が取り除かれたということを意味した。
しかし、既成仏教の中からは、これを機に率先して菩薩行を民衆にもたらそうという動きは見られなかった。

### 1920年 西田無学の影響
久保角太郎は、当時巷で人知れず無縁仏を含む万霊供養を実践していたという西田無学の存在とその思想を知る。何の見返りもなくただひたすらに無縁仏の供養に明け暮れていたという西田の生き方に、生死に関わらず一切衆生に仏の教えを伝えようとする菩薩の生き方を角太郎は感じとったようである。しかし、角太郎が西田の存在を知るその前々年には西田は既に他界していた。そして残された少数の信者達が西田の思想と行法を細々と保持している状態であった。
西田無学の思想は、法華経常不軽菩薩品第二十の、すべての人が仏になれることを信じて決して誰も軽んじず、ひたすらに尊重礼拝するといういわゆる但行礼拝行をその発想の原点として、その対象を死者にまで広げ、法華経の開経である無量義経からの抜粋と同じく結経である仏説観普賢菩薩行法経からの抜粋をもって、供養するというものであった。特に、自らの先祖は自分自身に繋がる最も縁のある人々であり、その供養を他人任せに（僧侶に供養してもらうという事）するのは、自分自身を他人任せにするに等しいとして、自ら自身の先祖を供養するという在家主義による先祖の供養の重要性を強調した。
西田はまた、仏法における人々の平等性を強調し、既成仏教において布施の金額によって戒名の格付けまでなされている事に強く反発し、全ての人に平等に生・院・徳という格の高い文字が含まれた法名を付け直し、それを成仏への願いの象徴として、真心を込めて供養するというシステムを作り出した。
角太郎はこの西田の思想と行法に大きな影響を受けたが、もともと西田無学という類まれなるカリスマに引き寄せられる形で自然発生していた当時の信者集団とその信仰形態は、西田に対する依存体質が強く、そのままでは、誰もが実践できる普遍的な菩薩行にはなりえないことも角太郎は看破していた。
その後、角太郎は、普遍的な菩薩行を確立すべく、本格的な法華経研究と実践的な方法論の試行錯誤に没入していった。つまり彼は、国民皆教育が普及した社会状況を見て、今こそ大乗仏教特に法華経の理想である在家による菩薩行普及の道が開けたことを悟り、その為の具体的な方法論の確立が急務である事を自覚し、それを模索していったのである。

### 久保角太郎と法華経の菩薩行
角太郎の考えた菩薩行とは、人間一人一人が一切衆生の個々の思い、個々の苦悩や喜び一つ一つに耳を傾け、それに共感し、そこからその思いを仏法によって昇華させ、一人一人が菩薩としての道を歩めるようにしようというものであった。

### 1924年 第一次霊友会の試み
角太郎はその方法論を確立すべく、当初、法華経の行者であり町の霊能者として巷で知られていた若月チセ夫妻と組み、第一次霊友会（通称：南千住霊友会）を立ち上げた。しかし、全ての人々に菩薩行を普及しようと言う角太郎の理想は、シャーマンとしての権威と人々からの尊崇に拘った若月チセには十分に理解される事がなく、結果的に袂を分かつ事になる。

### 1927年 赤坂霊友会と普遍的菩薩行としての方法論の確立
角太郎は実兄の小谷安吉とその妻であった小谷喜美らを新たな同志として、1927年（昭和2年）より赤坂に拠点を置いて（通称：赤坂霊友会）激しい修行に打ち込み、西田無学が創案した、無量義経と仏説観普賢菩薩行法経からの抜粋が中心であった経巻に、新たに「法華経」本経からの抜粋も加えて「青経巻」と呼ばれる独自の経典を1928年に編纂・発行した。
また、西田無学は個々の死者(有縁無縁の諸精霊)に法名を送る方法論を確立していたが、角太郎達はそうではなく、父系・母系に繋がる全ての先祖を対象とした「総戒名(自分の生存と、その生存に繋がる全ての人の存在を瞬時に想起することの出来る象徴)｣をつくった。

### 1930年 霊友会の創立と発展
1930年（昭和5年）7月、会の名称を正式に「霊友会」とし、発足式を行った。そして、男爵・永山武敏を会長に、小谷喜美が名誉会長に、久保が理事長に就任した。角太郎は当時の混乱した世相の諸問題を解決するには、法華経に説かれた仏教的価値観と修行を民衆に広めて、多くの人が自分自身で菩薩行を実行する事が必要であると考えた。
そして、人々が僧侶の儀式に頼るだけでなく、自ら積極的に法華経の修行と教えを自分達の生活に活かして行くよう努力することによって、今こそ法華経に説かれた普遍的な菩薩行の理想を日本で実現し、やがては世界中で実現される時が来ることを確信した。しかし、角太郎は、すでにその頃から、近未来に東京に火の雨が降る事を予見し、世の混乱を鎮め最悪の事態を回避すべく東奔西走した。
その後、霊友会は急速に発展したが、角太郎の危惧した予見が現実化する直前の1944年11月18日に、その遺志を小谷喜美と久保継成に託して、志半ばにして他界した。52歳没。

## 略歴
- 明治25年 (1892年)1月7日、千葉県安房郡小湊（現・鴨川市）に松鷹家の四男として誕生。小学校入学直後に母親を亡くす[1]。
- 明治34年 (1901年)3月25日、湊尋常小学校卒業。小湊の佐瀬家で大工見習いとなる
- 明治38年 (1905年)6月、姉を頼って上京し、東京・本所区林町の宮大工“大惣”で見習い修行に入る
- 明治44年 (1911年)4月、働きながら、日英学館に通学
- 大正2年 (1913年)9月、研数学館に通学
- 大正4年 (1915年)9月、夜学の工手学校(現・工学院大学)建築学科に入学
- 大正7年 (1918年)2月10日、工手学校建築学科卒業、3月25日 内務省武蔵野学院建築係に採用される
- 大正8年 (1919年)1月30日、宮内省内匠寮に勤務、9月 中央工学校建築高等科に通学
- 大正9年 (1920年)、宮内省宗親課長・仙石政敬子爵に推挙されて久保家に入る。西田無学の思想と行法に兄・小谷安吉の紹介で出会う
- 大正10年 (1921年)10月7日、宮内省を退職
- 大正11年 (1922年) 2月15日、久保志んと養子縁組。5月、文部省建築課建築係に就く
- 大正13年 (1924年)10月10日、西田無学の経本を増補改訂のうえ発行。11月 若月チセらと第一次「霊友会（南千住霊友会）」を興す
- 昭和2年 (1927年)、小谷安吉・小谷喜美らと共に、赤坂に拠点を置いて（赤坂霊友会としての）活動を開始。
- 昭和3年 (1928年)7月18日、『妙法蓮華経　朝夕の、おつとめ』（青経巻）を編纂・発行
- 昭和4年 (1929年)12月31日、実兄の小谷安吉他界
- 昭和5年 (1930年)7月13日、霊友会の発会式を青山会館にて挙行。理事長に就任
- 昭和6年 (1931年)7月25日、「實靈在家の叫び」の書面を総理大臣らに数度にわたり送付
- 昭和7年 (1932年)11月3日、喜美らと伊勢神宮に“一天の戒壇を念ず”を祈願
- 昭和9年 (1934年)4月28日、平田トシ子と結婚
- 昭和11年 (1936年)1月19日、養母・志ん他界（83歳）
- 昭和19年 (1944年)11月18日、 他界(享年53）。墓所は多磨霊園[2]